# Сапожников, Алексей Петрович
Алексей Петрович Сапожников (9 (20) марта 1786 — 13 (25) августа 1852) — астраханский купец 1 гильдии, крупный рыбопромышленник из купеческой династии Сапожниковых, городской голова города Астрахани, обладатель известной художественной коллекции.

## Биография
Алексей Петрович Сапожников родился в семье Петра Семёновича Сапожникова (умер в 1836 году), предпринимателя из Вольска, впоследствии переехавшего в Астрахань.
C 1819 года вместе с братом Александром руководил фирмой «Братья Сапожниковы в Астрахани». При этом Александр постоянно проживал в Санкт-Петербурге и активного участия в деятельности фирмы не принимал.
В 1819 году получил звание купца 1 гильдии.
С 1819 по 1825 годы был городским головой Астрахани. Будучи на этой должности, способствовал возведению нового Гостиного двора города, начал оборудование Тинакских грязей, расположенных рядом с Астраханью.
В 1822 году Сапожниковы приобрели у Варвация, крупного астраханского промышленника, все рыболовецкие мощности.
С 1827 года после смерти брата единолично управлял фирмой.
С 1828 года — член Мануфактурного совета при Департаменте мануфактур и внутренней торговли.
В 1833 году получил титул коммерции советника.

## Семья
Дед Алексея Петровича, Семён Ефимович Сапожников, в 1774 году в Вольске был повешен за участие в восстании Емельяна Пугачёва. Сын Пётр, обладавший умениями читать и писать, устроился на работу в администрацию города. На Петра Сапожникова обратил городской голова Вольска Василий Злобин, параллельно занимавшийся торговлей. Злобин привлёк Сапожникова к собственным купеческим делам. Пётр Сапожников часто совершал деловые поездки в Астрахань, которая в XVIII веке была центром рыбного промысла. Пётр Сапожников накопил начальный капитал и переехал в Астрахань, где брал для промышленной рыбной ловли в аренду лучшие участки. Сапожников, помимо рыбного промысла, вкладывал средства и в другие виды деятельности — открывал питейные заведения, сажал фруктовые сады.
После смерти Петра Семёновича Сапожникова его сыновья продолжили дело отца, попутно скупая в Астрахани недвижимость. Одна из городских улиц получила название домовладельцев и стала именоваться Сапожниковской. Отец, Семён Сапожников, как человек, помогавший Емельяну Пугачёву во время его восстания, был казнён по указу Екатерины II в октябре 1784 года.
Во второй раз Алексей Сапожников женился на Аграфене Семёновне Расторгуевой, которая родила ему дочь Аделаиду, впоследствии вышедшую замуж за литератора Николая Розенмейера, издававшего книги об Астрахани.
Брат, Александр Петрович, Сапожников (16 (27).11.1788-24.3 (5.4).1827 гг.) — также астраханский купец, коллекционер живописи и меценат.

## Деятельность фирмы
Фирма братьев Сапожниковых была основана в 1819 году. Она стала самой крупной рыболовецкой фирмой Волго-Каспийского бассейна. Фирма выпускала солёную, вяленую рыбу, клей и жир, которые продавалась не только на территории Российской Империи, но и за её пределами. Икра поставлялась в Австро-Венгрию, Великобританию, США, Францию и Турцию. Продукция фирма получала золотые и серебряные медали на выставках в Париже, Лондоне, Москве и Санкт-Петербурге.
К 1838 году фирма Сапожниковых имела 510 морских и черневых лодок, 100 неводов и волокуш.
Помимо рыбы, Сапожниковы занимались забоем тюленей.
В 1896 г. на Всероссийской промышленной и художественной выставке в Нижнем Новгороде фирме Сапожниковых за высокое качество товаров и за заботливое отношение к сотрудникам был присуждён диплом, дающий право изображения Государственного герба на продукции фирмы.

## Благотворительность
В 1831 году Алексей Сапожников внёс около 80 тысяч рублей на возведение Покровского собора города Вольска, расположенного месте казни его деда Семёна Ефимовича, примкнувшего к восстанию Емельяна Пугачёва.
Передал городской больнице Вольска каменный дом. На средства Алексея Петровича Сапожникова покрыты мрамором стены и столпы Успенского собора Астрахани.
Алексей Петрович Сапожников выделил средства на возведение собора Покрова Пресвятой Богородцы (построен в 1839-44) гг., колокольни церкви Рождества Христова (построена в 1847 году); а также отливку для неё колокола. На средства Сапожникова возведена единоверческая церковь Успения Пресвятой Богородицы (строительство завершено в 1857 году). Пожертвовал 78.4 тысячи рублей на достройку собора Святого Иоанна Предтечи (завершён в 1844).
В 1835 году Сапожников пожертвовал 25 тысяч рублей на строительство церкви при Санкт-Петербургском коммерческом училище.